# 曼努埃尔·科穆宁 (宫殿负责人)
曼努埃尔·科穆宁（希腊语：Μανουήλ Κομνηνός；约1045年 – 1071年4月）是拜占庭帝国的贵族将领，是科穆宁家族成员，约翰·科穆宁之子，未来的皇帝阿莱克修斯一世（1081-1118年在位）的兄长。他与皇帝罗曼努斯四世（1068-1071年在位）有姻亲关系，因而在1070年被提拔为对抗突厥人劫掠的统帅，但在1071年4月突发疾病而去世。

## 出身与早年经历
曼努埃尔是约翰·科穆宁与妻子安娜·达拉瑟内的长子。他的出生时间未知，但1068年时他仍被称作“青年”，所以他应该出生于1045年左右。他的名字来源于他的祖父曼努埃尔·厄洛提科斯·科穆宁。童年时代，他像其他拜占庭贵族子弟一样接受军事训练，他的父亲当时担任东部的宫内军家内官，即东部军队的总司令。
1057年，他的伯父伊萨克·科穆宁夺取皇位，1059年选择退位，但由于曼努埃尔的父亲不愿继承皇位，君士坦丁十世·杜卡斯（1059-1067年在位）继位。 曼努埃尔的母亲安娜·达拉瑟内对此感到不满，对杜卡斯家族产生了敌意，1067年丈夫去世后，他开始谋划反对杜卡斯家族的阴谋，想把自己的儿子扶上皇位。因此她支持罗曼努斯四世（1068-1071年在位）夺权，并让曼努埃尔和他的妹妹狄奥多拉都和其亲属联姻，以示结盟。 1068年时，曼努埃尔已拥有高级荣誉头衔“首席主席”，联姻之后，罗曼努斯四世又提升他为“宫殿负责人”。这对夫妻至少有一个女儿，可能以祖母之名命名为安娜。

## 军事生涯与逝世
皇帝还授予曼努埃尔军事头衔“首席马夫”，这一头衔在这一时代已变得只授予拥有很高社会地位之人。他被任命为东部军队的总司令（“独断将军”，στρατηγὸς αὐτοκράτωρ），但似乎没有像父亲一样得到宫内军家内官头衔。作为将领，他被派去对抗劫掠小亚细亚的塞尔柱突厥人。1070年的一场小规模战斗中，他鲁莽地冲向突厥人营地，结果苦战之后被俘，他的军队也随之崩溃，随从他征战的两个妹夫米海尔·塔罗尼特斯和尼基弗罗斯·梅利塞诺斯也一同被俘。曼努埃尔被带到突厥人首领赫里索斯库罗斯（希臘語：χρυσόσκουλος）面前，而他成功激起了对方的野心，让他决定反抗他名义上的君主阿尔普·阿尔斯兰苏丹，随后赫里索斯库罗斯前往君士坦丁堡，得到了罗曼努斯四世的接见并被赐予荣誉，曼努埃尔等人也重获自由。
1071年春季，曼努埃尔与赫里索斯库罗斯率军再次出征，不过在比提尼亚，曼努埃尔因耳部感染而病重，他的母亲急忙前往阿扎拉斯山（Azalas）的阿利波斯圣母（Theotokos of Alypos）修道院陪伴他，但抵达时曼努埃尔已濒临死亡，仅来得及见最后一面。 根据12世纪初伊琳娜·杜卡伊娜，即曼努埃尔的弟媳，阿莱克修斯一世的皇后创办的慈善基督（Christ Philanthropos）修道院的章程记载，应于4月17日纪念曼努埃尔，即他死去的日子。在章程中他被称为“可敬者”，这是当时最高级的宫廷头衔之一，但这是一个时代错置。